# Breedbekpapegaai
De breedbekpapegaai (Lophopsittacus mauritianus) is een uitgestorven vogel uit de familie Psittaculidae (papegaaien van de Oude Wereld).

## Verspreiding en leefgebied
Deze soort was endemisch op het Afrikaanse eiland Mauritius.